# Robert Balzar
Robert Balzar (* 11. května 1962 Náchod, Československo) je český jazzový kontrabasista, baskytarista a skladatel. Studoval na konzervatoři v Brně. Spolupracoval s hudebníky, jako jsou John Abercrombie, Craig Handy, Benny Bailey, Wynton Marsalis nebo Lew Tabackin, dlouhodobě spolupracoval také s Hanou Hegerovou. Roku 1996 založil jazzovou formaci Robert Balzar Trio. Patří mezi přední české baskytaristy, dlouhodobě působí ve skupinách Dan Bárta a Illustratosphere a J.A.R.